# Acetylcholinesterase

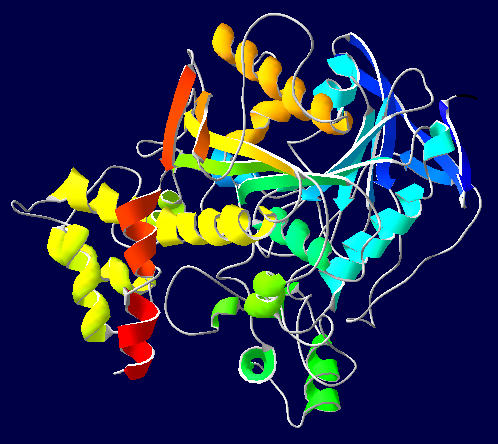
Acetylcholinesterase

Acetylcholine-esterase is een enzym dat de neurotransmitter acetylcholine door hydrolyse afbreekt, nadat de informatie tussen twee zenuwcellen of neuronen is overgedragen. Acetylcholine wordt afgebroken naar choline en acetaat (ook azijnzuur genaamd). Voor hergebruik van de componenten zal acetaat diffunderen doorheen het membraan van de presynaptische cel en zal choline getransporteerd worden door de {\displaystyle {\ce {Na+}}}/choline symporter. 
Acetylcholine draagt het signaal van een zenuwcel over naar receptoren van een spiercel, waardoor deze samentrekt. Hierna wordt het acetylcholine afgebroken.
Bij alzheimerpatiënten wordt met medicijnen de afbraak van acetylcholine door acetylcholinesterase geremd om het dementeren tegen te gaan.
Veel zenuwgassen en neurotoxinen zijn sterke remmers van acetylcholinesterase (zie parasympathicomimeticum) en kunnen hierdoor spiercellen continu stimuleren tot samentrekking. In grote hoeveelheden kan dit de dood tot gevolg hebben.